# Enguerrand de Marigny

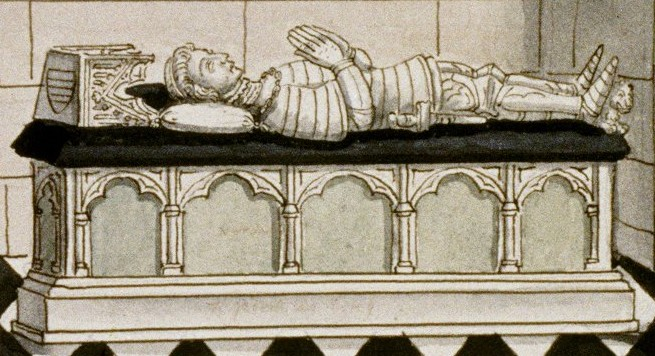
Enguerrand de Marigny síremléke

Enguerrand de Marigny (Lyons-la-Forêt, 1265 körül – Párizs, 1315. április 30.) IV. (Szép) Fülöp francia uralkodó nagyhatalmú minisztere, az államszervezet központosításának egyik élharcosa volt.
Normandiai kisnemesi családban született, amely 1200 körülig a Le Portier nevet használta, amikor is Hugues Le Portier feleségül vette Mahaut de Marigny-t. 1291-ben Enguerrand II. Hugues de Bouville, Szép Fülöp főkamarása és titkára szolgálatába lépett fegyvernökként, majd a királynő és királyné, Navarrai Johanna udvartartásába került. 1298-ban Issoudun kastélyát bízták rá, 1303-ban pedig lovaggá ütötték.
1302-ben a courtrai-i csata során elesett Pierre Flote kancellár utódjául nevezték ki. IV. Fülöp uralkodása második felének meghatározó személyisége lett, számos adományban részesült. 1305-ben Longueville grófjává, később a Louvre kapitányává, pénzügyi- és palotaintendánssá nevezték ki, végül 1311-ben főtanácsadóként koadjutori és rektori címet kapott. II. Edward angol király is járadékot folyósított neki. Fivéreit, Jeant és Philippe-t magas egyházi tisztségekhez juttatta: az előbbit Sens, az utóbbit Senlis, majd Beauvais és végül Rouen érsekévé nevezték ki.
Fülöp centralizációs törekvéseinek kulcsfigurája volt Guillaume de Nogaret pecsérőrhöz hasonlóan, és nagy hatással volt a királyság politikájának és pénzügyeinek alakulásában. Nagyrészt neki köszönhető, hogy Lille-t, Béthune-t és Douai-t a francia koronához csatolták. Nagy szerepe volt a templomos lovagrend perének végrehajtásában. 1306-ban az ő rendeletére fogták el Franciaország összes lovagját, hogy vallatásnak vessék alá őket. 1314-ben egy flandriai hadjárat finanszírozására összehívta a rendeket, akik meg is szavazták számára a kért összeget, azonban a hadjáratot nagyon hamar békekötéssel zárták.
Marigny kivívta az arisztokratikus párt ellenszenvét, amely féltette előjogait. A nép körében a nevéhez kötődő adóemelések és pénzrontás miatt volt népszerűtlen. A kudarcként értékelt flandriai expedíció után Charles de Valois, Fülöp király fivére azzal vádolta meg a minisztert, hogy lefizették a flamandok, ezért állította le oly gyorsan a hadműveleteket eredmény nélkül. Szép Fülöp azonban kiállt a politikus mellett.
Szép Fülöp halálát követően a bárók befolyása alatt álló X. (Civakodó) Lajos előtt kegyvesztett lett, majd perbe fogták. Charles de Valois, a király nagybátyja sikkasztással, egyházi javak eltulajdonításával és a királyi birtokok megkárosításával vádolta meg, majd mivel számadásai helyesnek bizonyultak, boszorkányság miatt javait elkobozták, őt magát pedig felakasztották a városfalon kívüli montfauconi akasztófán. Ez külön megszégyenítésnek számított, hiszen ezen a kivégzőhelyen és ezzel a módszerrel szokásosan a köztörvényes és nemtelen bűnözőket végezték ki.
Kétszer nősült, Jeanne de Saint-Martintől három gyermek született (Louis, Marie és Isabelle), ők Civakodó Lajostól később életjáradékot kaptak. Második feleségét Alips de Mons-nak nevezték.
V. (Hosszú) Fülöp 1317-ben rehabilitálta. Marigny-t a karthauziak templomában, majd az általa alapított écouis-i társas káptalanban helyezték örök nyugalomra.